# Aulnay-sur-Iton
Aulnay-sur-Iton és un municipi francès situat al departament de l'Eure i a la regió de Normandia. L'any 2007 tenia 669 habitants.

## Demografia

### Població
El 2007 la població de fet d'Aulnay-sur-Iton era de 669 persones. Hi havia 256 famílies, de les quals 51 eren unipersonals (18 homes vivint sols i 33 dones vivint soles), 92 parelles sense fills, 95 parelles amb fills i 18 famílies monoparentals amb fills.
La població ha evolucionat segons el següent gràfic:
Habitants censats

### Habitatges
El 2007 hi havia 279 habitatges, 264 eren l'habitatge principal de la família, 6 eren segones residències i 9 estaven desocupats. 278 eren cases i 1 era un apartament. Dels 264 habitatges principals, 231 estaven ocupats pels seus propietaris, 31 estaven llogats i ocupats pels llogaters i 2 estaven cedits a títol gratuït; 1 tenia una cambra, 7 en tenien dues, 17 en tenien tres, 75 en tenien quatre i 163 en tenien cinc o més. 208 habitatges disposaven pel capbaix d'una plaça de pàrquing. A 85 habitatges hi havia un automòbil i a 162 n'hi havia dos o més.

### Piràmide de població
La piràmide de població per edats i sexe el 2009 era:
| Homes | Edats   | Dones |
| ----- | ------- | ----- |
| 0     | 95 o +  | 0     |
| 0     | 90 a 94 | 0     |
| 4     | 85 a 89 | 8     |
| 0     | 80 a 84 | 4     |
| 0     | 75 a 79 | 8     |
| 12    | 70 a 74 | 20    |
| 12    | 65 a 69 | 20    |
| 8     | 60 a 64 | 16    |
| 32    | 55 a 59 | 8     |
| 36    | 50 a 54 | 32    |
| 8     | 45 a 49 | 8     |
| 32    | 40 a 44 | 36    |
| 32    | 35 a 39 | 36    |
| 12    | 30 a 34 | 8     |
| 12    | 25 a 29 | 8     |
| 12    | 20 a 24 | 4     |
| 20    | 15 a 19 | 20    |
| 36    | 10 a 14 | 20    |
| 16    | 5 a 9   | 12    |
| 16    | 0 a 4   | 8     |

## Economia
El 2007 la població en edat de treballar era de 425 persones, 312 eren actives i 113 eren inactives. De les 312 persones actives 292 estaven ocupades (156 homes i 136 dones) i 20 estaven aturades (8 homes i 12 dones). De les 113 persones inactives 60 estaven jubilades, 31 estaven estudiant i 22 estaven classificades com a «altres inactius».

### Ingressos
El 2009 a Aulnay-sur-Iton hi havia 277 unitats fiscals que integraven 739,5 persones, la mediana anual d'ingressos fiscals per persona era de 21.107 €.

### Activitats econòmiques
Dels 20 establiments que hi havia el 2007, 3 eren d'empreses de construcció, 3 d'empreses de comerç i reparació d'automòbils, 2 d'empreses de transport, 2 d'empreses d'hostatgeria i restauració, 1 d'una empresa d'informació i comunicació, 1 d'una empresa financera, 3 d'empreses de serveis, 1 d'una entitat de l'administració pública i 4 d'empreses classificades com a «altres activitats de serveis».
Dels 6 establiments de servei als particulars que hi havia el 2009, 1 era un guixaire pintor, 1 fusteria, 1 lampisteria, 2 perruqueries i 1 restaurant.
L'únic establiment comercial que hi havia el 2009 era una botiga de material esportiu.

## Equipaments sanitaris i escolars
El 2009 hi havia una escola elemental integrada dins d'un grup escolar amb les comunes properes formant una escola dispersa.

## Poblacions més properes
El següent diagrama mostra les poblacions més properes.